# São Roque (kommun)
São Roque är en kommun i Brasilien.   Den ligger i delstaten São Paulo, i den sydöstra delen av landet, 900 km söder om huvudstaden Brasília. Antalet invånare är 78 873. Arean är 307 kvadratkilometer.
Terrängen i São Roque är kuperad åt nordost, men åt sydväst är den platt.
Följande samhällen finns i São Roque:
- São Roque

I omgivningarna runt São Roque växer huvudsakligen savannskog. Runt São Roque är det ganska tätbefolkat, med 149 invånare per kvadratkilometer.